# クリップオン
クリップオン（Clip-On）とは、ソニーがかつて販売していたHDDレコーダーのブランド名である。

## ラインナップ
SVR-7152000年8月20日発売。30GBHDDを搭載。価格は19万8000円。また、記録容量を2倍にしたSVR-715Aも発売された。
SVR-5152001年5月20日発売。40GBHDDを搭載。2001年9月30日までは4万5000円で40GB増設（増設前の40GBと合わせて80GB）できるサービスがあった。